# セガアーカイブス フロム USA
『セガアーカイブス フロム USA』（セガアーカイブス from U.S.A.）は、2000年にセガより発売されたWindows (95/98) 用ゲームソフトのシリーズ。ジェネシス（北米版メガドライブ）のソフトが収録されている。各3,300円（税別）。

## セガアーカイブス フロム USA VOL.1
2000年6月23日発売。

### 収録作品
- Out Run（アウトラン）
- Sonic Spinball（ソニック スピンボール）
- Golden Axe（ゴールデンアックス）
- Altered Beast（獣王記）
- Columns（コラムス）
- The Revenge of Shinobi（ザ・スーパー忍）
- Vectorman（ベクターマン（英語版）） - 日本未発売
- PHANTASY STAR 2（ファンタシースター2）

## セガアーカイブス フロム USA VOL.2
2000年7月14日発売。

### 収録作品
- Columns III（コラムスIII）
- Dr.Robotnik's Mean Bean Machine（DR.ロボトニク・ミーンビーンマシン[注 1]）- 日本未発売
- Lose Your Marbles（ルーズ・ユア・マーブルス）- 日本未発売

## セガアーカイブス フロム USA VOL.3
2000年9月22日発売。

### 収録作品
- SUPER HANG-ON（スーパーハングオン）
- SONIC THE HEDGEHOG 2（ソニック・ザ・ヘッジホッグ2）
- FLICKY（フリッキー）
- SHINING FORCE（シャイニング・フォース）
- KID CHAMELEON（カメレオンキッド（英語版））
- VECTORMAN 2（ベクターマン2（英語版））- 日本未発売
- COMIX ZONE（コミックスゾーン）